# Уотабаутизъм
Уотабаутизъм (от английски: what about...?, прев.: „а какво да кажем за...?“, „АмиТизъм“) означава в пейоративен смисъл подход, при който на критичен въпрос или аргумент не се отговаря или дискутира, а се отговаря с критичен контравъпрос, който изразява контраобвинение. От логическа и аргументативна гледна точка тя се счита за вариант на модела Tu-quoque (лат. „ти също“, термин за контраобвинение), който е подвид на Ad-hominem аргумента.
Комуникационното намерение тук често е да се отклони вниманието от съдържанието на темата („червена херинга“). Целта може да бъде и да се постави под въпрос обосновката на критиката, легитимността, почтеността и справедливостта на критикуващия, което може да придобие характер на дискредитиране на критиката, която може да бъде или да не бъде обоснована. Често срещани обвинения са двойните стандарти и лицемерието.
Уотабаутизма може да се използва и за омаловажаване на критиката срещу собствените възгледи или поведение. (А: „Дългосрочната безработица в Германия често означава бедност“. Б: „А какво да кажем за гладуващите в Африка и Азия?“).
Обвиняването на събеседника в уотабаутизъм може също само по себе си да бъде манипулативно и да служи на мотива за дискредитиране, тъй като критичните опорни точки могат да се използват избирателно и целенасочено дори като отправна точка на разговора. Отклонението от тях след това може да бъде заклеймено като уотабаутизъм.
Свързани с манипулацията и пропагандата техники в смисъл на реторическо избягване на темата са смяната на темата и фалшивият баланс.
Често срещани фрази на уотабаутизъм, освен типичното „А какво да кажем за...?“, са поговорките „Който седи в стъклени къщи, не бива да хвърля камъни“, „Когато сочиш с пръст другите, три пръста сочат обратно към самия теб“, „Виждаш сламката в окото на ближния, но не и гредата в собственото си око“ и „Метеш пред собствената си врата“.

## Произход
Според лексикографа Бен Цимер терминът е възникнал в Обединеното кралство и Ирландия през 70-те години на ХХ век. Цимер цитира писмо от 1974 г. на учителя по история Шон О'Конайл, публикувано в „Айриш таймс“, в което той се оплаква от „уотабаутците“ – хора, които защитават ИРА, като посочват предполагаеми нарушения на врага:
Не бих предложил подобно нещо, ако не бяха „какво-да-кажем-за“. Това са хората, които на всяко осъждане на Временната ИРА отговарят с аргумент, за да докажат по-голямата неморалност на „врага“ и следователно справедливостта на каузата на Временната ИРА: „Какво да кажем за Кървавата неделя, интернирането, изтезанията, принудителното хранене, сплашването от страна на армията?“. На всеки призив за спиране се отговаря по същия начин: „Какво да кажем за договора от Лимерик; англо-ирландския договор от 1921 г.; Ленадун?“. Църквата също не е имунизирана: „Католическата църква никога не е подкрепяла националната кауза. Какво да кажем за папската санкция за норманското нашествие; осъждането на фенианите от Мориарти; Парнел?“.

– Шон О'Конайл, „Писмо до редактора“, The Irish Times, 30 януари 1974 г.
Три дни по-късно колонка с мнение на Джон Хийли в същия вестник, озаглавена „Влезте в културната британска армия“, подхваща темата, като използва термина „какво-да-кажем-за“: „Както отбеляза един кореспондент в неотдавнашно писмо до този вестник, ние много държим на „Какво-да-кажем-за моралността“, съчетаването на една историческа несправедливост с друга оправдана несправедливост. В тези дни на убийства сме наситени с „какво-да-кажем-за“ и единственият ясен факт, който се очертава, е, че хората, Оранжеви и Зелени, умират в резултат на това“. Цимер казва, че терминът е придобил широка популярност в коментарите за конфликта между Ирландия и Северна Ирландия. Цимер отбелязва също, че вариантът уотабаутизъм е използван в същия контекст в книгата на Тони Паркър от 1993 г.
През 1978 г. австралийският журналист Майкъл Бърнард пише колонка в The Age, в която прилага термина уотабаутизъм към Съветския съюз. Бърнард обяснява, че заимства този термин от „автор на писмо във водещ британски ежедневник“. В статията се коментират „слабостите на уотабаутизма – според който никой не може да се измъкне с атака срещу злоупотребите на Кремъл, без да подхвърли камъни към Южна Африка, никой не трябва да обвинява кубинската полицейска държава, без да порицае президента Парк, никой не трябва да споменава Ирак, Либия или Организацията за освобождение на Палестина, без да нападне Израел". Това е първият и единствен регистриран случай на прилагане на този термин към Съветския съюз по време на съветската епоха.
Цимер приписва на британския журналист Едуард Лукас началото на редовната употреба на думата уотабаутизъм в съвременната епоха след появата ѝ в блог публикация на 29 октомври 2007 г., отразяваща като част от дневник за Русия, който е препечатан в броя на The Economist от 2 ноември. На 31 януари 2008 г. The Economist отпечатва друга статия на Лукас, озаглавена „Whataboutism“. Иван Цветков, доцент по международни отношения в Санкт Петербург, също приписва на Лукас съвременната употреба на термина.